# Região Geográfica Imediata de Palmas

Localização da região no Estado do Tocantins.

A Região Geográfica Imediata de Palmas é uma das 11 regiões imediatas do estado brasileiro do Tocantins, uma das 4 regiões imediatas que compõem a Região Geográfica Intermediária de Palmas e uma das 509 regiões imediatas no Brasil, criadas pelo IBGE em 2017. É composta de 11 municípios.

## Municípios
A Região Imediata de Rio Branco é composta por 11 municípios:
| Região imediata | Municípios | População Estimativa 2018 | População Censo IBGE 2022 | Área (km²) |
| --------------- | --- | ------------------------- | ------------------------- | ---------- |
| Palmas          | Aparecida do Rio Negro Lagoa do Tocantins Lajeado Lizarda Mateiros Novo Acordo Palmas Rio Sono Santa Tereza do Tocantins São Félix do Tocantins | 325 481                   | 333 542                   | 31 495,668 |